# Спартак (футбольний клуб, Плевен)
Общинський футбольний клуб «Спартак» (Плевен) або просто «Спартак» (болг. Общински Футболен Клуб Спартак 1919 Плевен) — Болгарський футбольний клуб з міста Плевен, створений у 1919 році.

## Хронологія назв
- 1919: Скобелєв (Плевен)
- 1931: Беліте Ортета (Плевен)
- 1932: Беліте Орлі (Плевен)
- 1946: Републіканц (Плевен)
- 1947: Спартак (Плевен)
- 1949: Септемврі (Плевен)
- 1949: ДСО Спартак (Плевен)
- 1958: ДФС Спартак (Плевен)
- 1985: ФК Спартак (Плевен)
- 2000: ПФК Спартак (Плевен)

## Історія

### Заснування (1919)
10 вересня 1919 року, за спогадами студента Свитощавського торгової гімназії Драгомира Несторова, двадцять молодих людей збираються під старою лозою у дворі будинку батька Драгомира та розпочали обговорення можливості створення свого власного футбольного клубу. Опівночі все завершилося складанням Установчого протоколу й створенням у Плевені першого футбольного клубу, основним завданням якого став розвиток футболу, який на той час по всій Болгарії розпочинав здобувати свою популярність. За назву нового клубу було обрано «генерала Скобелєва» який був уособленням героїзму Плевена та борцем за свободу усієї країни. Того вечора разом з Драгомиром Нестеровим також були й Владимир Недков, Васіл Замфіров, Драгомир Донков, Кирил Крумов, Лазар Хайдудов, Ілія Топуров, Цветан Топуров та ін.
На загальних зборах, зібраних наступного дня, до клубу вступило понад 150 молодих людей. Було обрано тимчасове керівництво: президентом — Драгомира Несторова, секретарем — Владимира Недкова, також до керівництва клубу увійшли Васіл Замфіров та Лазар Хайдудов. Новостворений клуб звернувся з проханням про співпрацю до одного з найпопулярніших клубів Болгарії — «Славії» (Софія). Соличний клуб відразу відповів, і в Плевен надіслано зразок статутів, правил футбольного матчу, значок та герб клубу, на основі яких «Скобелєв» розробив власну символіку.
Молоді «скобелісти» отримали дозвіл на використання футбольного поля на Текійському баірі й розпочали збір коштів на організаційні потреби клубу. Шляхом збору пожертв, членських внесків та допомогу різноманітних організацій були зібрані кошти на команду. Член клубу Кіріл Крумов велосипедо виїжджав до Габрово, де замовив форму клубу — блакитну сорочку з білими смужками, білі шорти та шкарпети біло-зеленого й червоного кольолрів.
У 1920 році «Скобелєв» вже набув досвіду й було обрано постійне керівництво, затверджено статут і логотиа, а також установчі документи. Клуб сформував дві футбольні команди, які грали між собою на футбольному полі Текійського баіру, залучаючи все більше глядачів, та готувалися до більш відповідальних матчів. Влітку того ж року відбувся й перший офіційний матч нового клубу. Команда виїхала до Червеного Брягу, де зіграла з місцевою командою «Сила». Цей матч «Скобелєв» виграв з рахунком 3:1.
У перші роки існування організованого футболу в Плевені від «Скобелєва» відокремлюються групи, які створюють власні клуби — «Победа», «Віт», «Левскі» та «Ботев-21».
Через два роки після заснування клубу помер його засновник, Драгомир Несторов. На той час Драгомиру виповнилося лише 19 років.

### Перші кроки «Спартака» (1931—1947)
19 серпня 1931 року у парку Сквобелевія десять футболістів створили клуб «Білі орлята», який наступного року змінив свою назву на «Білі орли». Команда розвивалася дуже швидко й у 1941 році отримала від місцевої влади футбольне поле, й стала першою футбольною командою міста, яка мала у власності футбольний майданчик та роздягальні. Пізніше на місці того майданчика був побудований стадіон «Спартак», який на даний час має назву «Білі орли».
Після 1944 року нова влада Болгарії розпочала активно втручатися в саортивне життя. У 1946 році місцева влада вирішила, що найсильніший футбольний клуб міста «Білі орли» буде перейменований у «Республіканець», а саму команду віддадуть у підпорядкування Міністерству внутрішніх справ. Проте цю назву засновники клубу категорично відхилили, тому 28 грудня 1947 року були скликані Загальні збори, на яких клуб було перейменовано в «Спартак»

### Об'єднання клубів Плевена
У 1949 році окрім «Спартака» в Плевені після численних об'єднань та перейменувань утворилися клуби «Генерал Вінаров» та «Локомотив». Кожен із них має свою історію:
- «Спартак» — прямий спадкоємець «Білих орлів»;
- «Генерал Вінаров» — прямий спадкоємець «Скобелєва», «Перемоги» та «Віта» (згодом об'єдналися в СП-39), а також «Левські» та «Труда» (останній існував короткий період часу);
- «Локомотив» — прямий спадкоємець «Ботева-21» та ЖСК.

Спортивні чиновники Плевена вирішили створити єдиний сильний клуб у місті під назвою «Вересень», який дуже швидко отримав право стартувати в новоствореній Професіональній футбольній групі А. Тим не менше, цей клуб проіснував менше року, оскільки керівництво Болгарії вирішило зкопіювати в СРСР систему Добровільних спортивних організацій (ДСО) за відомчим принципом, кожне з яких повинна було підпорядковуватися відповідним галузевим профспілкам. Таким чином, «Вересень» розділили на 5 Добровільних спортивних організацій, а «Спартак» продовжив своє самостійне існування, залишаючись під контролем Міністерства внутрішніх справ.

### Спартак— самодостатній клуб (1949)
У 1949 році «Вересень» розділився на п'ять самостійних клубів — «Спартак», «Торпедо», «Динамо», «Будівельник» та «Червоне знамя».
Після проведення матчу плей-оф між «Спартаком» та «Торпедо», саме торпедівці здобувають місце в групі А, в той час як «Спартак» продовжив свої виступи на регіональному рівні. Однак команда мала значну кількість вболівальників, завдяки чому поступово повернула собі попередні позиції, а в 1951 році — здобула путівку до групи А. У 1958 році «Спартак» досягає найбільшого успіху в історії, вигравши бронзові мендалі національногог чемпіонату. До кінця 1980-их років «Спартак» практично незмінно виступав у групі А, лише декілька разів опускаючись до групи Б. В цей час Плевен перетворюється в один з провідних футбольних центрів Болгарії, а молодіжна школа клубу готує нових талановитих гравців.

### «Спартак» об'єднує футбольні традиції Плевена
Поступово «Спартак» поглинає інші клуби міста, а в 1957 році поглинає й «Торпедо». Завдяки цьому клуб отримує право додати на свій логотип дату «1919» та збільшити кількість своїх уболівальників.

### Труднощі наприкінці 80-их років
Наприкінці 80-их років у «Спартака» виникають різноманітні проблеми, через що команда в цей період виступає в Другому дивізіоні болгарського чемпіонату. Проте до 2001 році команда з Плевена зіграла ще 3 сезони в еліті болгарського футболу, завдяки цьому в списку з 35 болгарських клубів вона змогла вийти на 12-е місце за кількістю зіграних сезонів у Професіональній футбольній групі А. З 2001 року «Спартак» виступав виключно в групі «Б» колмплектуючи команду переважно з власних вихованців. Незважаючи на проблеми клубу, він декілька разів боровся за вихід до групи А.

### Поглиблення кризи
Станом на 2009 рік «Спартак» був одним з 9-и клубів Болгарії, які жодного разу не виступали в аматорських футбольних змаганнях. Проте ситуація змінилася, коли команда збанкрутувала. На початку 2010 року клуб було відроджено під назвою «Плевен Атлетік 2004» й він розпочав свій шлях з регіональних змагань. У 2013 році «Плевен Атлетік 2004» було перейменовано в «Спартак 1919», а в 2013 році команда знову збанкрутувала.

### Відродження та занепад (2013 — наш час)
22 липня 2013 року був заснований муніципальний футбольний клуб Спартак Плевен (Плевен), який 15 серпня з іншим міським клубом — «Сторгозія». Клуб зайняв місце «Сторгозії» в північно-західній групі В й почав залучати до об'єднаного клубу гравців з власної молодіжної академії. Наступного сезон «Спартак Плевен» був лідером чемпіонату й завоював путівку до групи Б. Сезон 2015/16 років команда розпочала добре, але вже наприкінці нього в команді розпочався спад. Після запеклої боротьби за виживання плевенська команда зрештою фінішувала на 12-у місці й залишилася в групі Б, випередивши Добруджу. У сезоні 2016/17 років група В була переформатована в Другу лігу, а «Спартак» потрапив до групи В. Спонсор клубу Іван Дінов оголосив амбіційні плани щодо повернення до Першої ліги та модернізації клубних баз. На початку сезону 2017/18 років тренер Бойко Цвєтков й деякі гравці покидають клуб через невиплату заробітної плати. Еміль Велєв був призначений новим головним тренером команди.

## Досягнення
- Професіональна футбольна група А
  -  Бронзовий призер (1): 1958

- Кубок Болгарії
  -  Фіналіст (1): 1957

- Кубок Радянської армії
  -  Фіналіст (1): 1987

## Статистика виступів у національному чемпіонаті
| Сезон                                                    | Рівень | Ліга                | Місце | В  | Н | П  | ЗМ  | ПМ | О  | Кубок Болгарії    |
| -------------------------------------------------------- | ------ | ------------------- | ----- | -- | - | -- | --- | -- | -- | ----------------- |
| 2009–10                                                  | IV     | Регіональна Група А | 2     | 18 | 5 | 3  | 75  | 26 | 59 | не кваліфікувався |
| 2010–11                                                  | III    | Група В             | 5     | 15 | 6 | 9  | 49  | 27 | 51 | не кваліфікувався |
| 2011–12                                                  | III    | Група В             | 1     | 27 | 2 | 1  | 111 | 10 | 83 | Третій раунд      |
| 2012–13                                                  | II     | Група Б             | 6*    | 11 | 9 | 6  | 33  | 25 | 42 | Другий раунд      |
| 2013–14                                                  | III    | Група В             | 4     | 20 | 5 | 5  | 66  | 27 | 65 | не кваліфікувався |
| 2014–15                                                  | III    | Група В             | 1     | 23 | 2 | 1  | 92  | 8  | 71 | не кваліфікувався |
| 2015–16                                                  | II     | Група Б             | 13    | 9  | 9 | 12 | 35  | 42 | 36 | Другий раунд      |
| 2016–17                                                  | II     | Друга ліга          | 14    | 9  | 6 | 15 | 44  | 52 | 33 | Перший раунд      |
| 2017–18                                                  | III    | Третя ліга          | –     | –  | – | –  | –   | –  | –  | -                 |
| Зелений колір — підвищення в класі, червоний — пониження |        |                     |       |    |   |    |     |    |    |                   |

## Виступи в єврокубках
Спартак — перший представник Болгарії в кубку Інтертото
Це сталося в 1964 році. Плевенчани стали першою болгарською командою, яка отримала право зіграти в кубку Інтертото з моменту його заснування в 1961 році. У той час цей турнір отримав назву «Кубок Рапана» від імені відомого швейцарського тренера Карла Рапана, який мав намір створити його. Мета цього турніру полягала в тому, щоб заповнити тижневі паузи в спортивних змаганнях у літні місяці в інтересах тоталізаторів. Досягнення «Спартака» на перший погляд не можна вважати дуже успішним, але Болгарія отримала хороший досвід у третьому за значенням європейському клубному турнірі. Плевен потрапив до групи B4. В шести матчах групового етапу «Спартак» тричі зіграв внічию та 3 разу зазнавав поразки.
Група B4
| Змагання           | М | В | Н | П | ЗМ | ПМ | РМ  | О |
| ------------------ | - | - | - | - | -- | -- | --- | - |
| «Карл Маркс Щад»   | 6 | 3 | 2 | 1 | 12 | 6  | +6  | 8 |
| «Татран» (Пряшів)  | 6 | 2 | 3 | 1 | 12 | 8  | +4  | 7 |
| «Одра» (Ополе)     | 6 | 2 | 2 | 2 | 6  | 6  | ±0  | 6 |
| «Спартак» (Плевен) | 6 | 0 | 3 | 3 | 6  | 16 | –10 | 3 |

|                    | НДР | Чехословаччина | Польща | Болгарія |
| ------------------ | --- | -------------- | ------ | -------- |
| «Карл Маркс Щад»   | –   | 0:0            | 0:2    | 6:2      |
| «Татран» (Пряшів)  | 1:4 | –              | 1:1    | 6:1      |
| «Одра» (Ополе)     | 1:2 | 0:2            | –      | 1:0      |
| «Спартак» (Плевен) | 0:0 | 2:2            | 1:1    | –        |

Після завершення четвертого розіграшу національного кубку Болгарські клуби припинили брати участь у турнірі й повернулися до цього турніру лише 1977 року. Ця перерва в участі в кубку Інтертото дозволила болгарським клубам, які мали небагато шансів на успіх в єврокубках, сфокусуватися на виступах у професіональній футбольній групі А. У 1981 році «Спартак» (Плевен) вдруге взяв участь у кубку Інтертото. Він потрапив до групи 3.
Група 3
| Змагання           | М | В | Н | П | ЗМ | ПМ | РМ | О  |
| ------------------ | - | - | - | - | -- | -- | -- | -- |
| «Вердер» (Бремен)  | 6 | 5 | 1 | 0 | 16 | 6  | +9 | 11 |
| «Мальме»           | 6 | 2 | 2 | 2 | 7  | 7  | ±0 | 6  |
| «Спартак» (Плевен) | 6 | 2 | 0 | 4 | 9  | 11 | -2 | 4  |
| «Цюрих»            | 6 | 1 | 1 | 4 | 7  | 14 | –7 | 3  |

|                    | Німеччина | Швеція | Болгарія | Швейцарія |
| ------------------ | --------- | ------ | -------- | --------- |
| «Вердер» (Бремен)  | –         | 1:0    | 1:0      | 3:1       |
| «Мальме»           | 2:2       | –      | 3:1      | 2:1       |
| «Спартак» (Плевен) | 2:3       | 2:0    | –        | 4:1       |
| «Цюрих»            | 1:5       | 0:0    | 3:0      | –         |

## Стадіони

### Стадіон «Спартак» (зараз — «Білі орли»)
У 1929 році був заснований спортивний клуб «Білий Орел». У той час держава безкоштовно виділяла землю для будівництва майданчиків для всіх клубів країни, але більшість з них в подальшому стали непридатними для проведення матчів. На той час міським головою Плевена був Лінгелов, який і виділив землю для клубу. У країні було лише два приватні клуби, які побудували власні стадіони — «Білі орли» та «Тіча» (Варна).
З утвердженням комуністичного режиму стадіон було націоналізовано, а «Білі орли» були перейменовані в «Спартак» та перейшли в підпорядкування МВС. Комуністична влада розпочала будівнцтво трибун на 25 000 глядачів навколо поля «орлів».
Стадіон було повністю побудовано за кошти плевенських підприємств та платників податків. Димитар Георгієв, голова товариства «Спартак» з 1986 по 1992 рік, активно займався його будівництвом. Він переконав у необхідності побудови у Східній трибуні готелю на 50 місць для футболістів, стаціонару в спортивному амбулаторії, зали фехтування та боротьби. 
У 1989 році комуністичний режим пав, на той час будівництво стадіону було майже завершене. Документи підтверджують, що «Спартак» є спадкоємцем «Білих орлів». А це означало, що клуб успадкував і стадіон. Георгієв та його колеги успішно захищали це твердження в судах до 1992 року. Проте його наступники згодом програли всі справи. У 1994 році суд передавав стадіон в спортивному клубу «Білі орли» (товариство, засноване 20 січня 1991 року, яке не мало нічого спільного з легендарним клубом 1929 року). На той час 26 % від побудованого стадіону вже належало місцевій владі.
У 2010 році головний спонсор ПФК «Білі орли» (Плевен) Веселин Ванєв оголошує себе єдиним власником, розформовує першу команду, викуповуючи лише частку стадіону, яка належить муніципалітету, та розпочинає демонтаж спортивної споруди. Козирки на висоті 50 футів, рами металевих сидінь, рельєфи рейок і все інше пішли до контейнера з брухту, а другий поверх трибуни було зруйновано.

### Стадіон «Плевен» (також має назву ім. «Слави Алексієва»)
Стадіон «Плевен» (більш відомий за своєю старою назвою «Слави Алексієва») розташований на вулиці Царя Самуїла в Плевені. Побудований у 1952 році під керівництвом головного архітектора Нікі Аначкова. Стадіон вміщує 45 000 глядачів: 35 000 — сидячі мічця, 10 000 — стоячі місця. Протягом декількох років експлуатації через невелику висоту самого стадіону десятки плевенчан переглядали матчі з верхівок дерев або за межами території стадіону. Востаннє капітальний ремонт стадіону завершився 28 липня 2012 року. На даний час ліцензованим є лише сектор «А» (3 040 сидячих місць) та VIP-ложа (120 місць).
Сектор «Б» більш відомий як сектор «Сонячний берег» через те, що його глядачі завжди знаходяться під прямим сонячним промінням, а температура на ньому вище, ніж в інших секторах стадіону.

## Екіперування
| Роки        | Форма    | Спонсор      |
| ----------- | -------- | ------------ |
| 1993 – 1994 | Adidas   | МІОМІТ       |
| 1995 – 1998 | Puma     | РУБІН        |
| 1999 – 2000 | Puma     | MIKO consult |
| 2001 – 2004 | ASICS    | MIKO consult |
| 2005 – 2009 | TOMY     | БЕТА         |
| 2009 – 2010 | Sportika | Немає        |
| 2011 – 2012 | JumpeR   | Немає        |
| 2012 – 2014 | Adidas   | Немає        |
| 2014 – 2015 | Sportika | Немає        |
| 2015 – 2016 | Uhlsport | МЕТАКОМ      |
| 2016        | JAKO     | Немає        |
| 2016        | JAKO     | Мобітел      |
| 2017        | Adidas   | Немає        |

## Найрезультативніші перемоги в Групі А
- Спартак 6:1 Червено знамя (Павликені) — 15 травня 1955 року
- Спартак 6:0 Ботев (Пловдив) — 30 червня 1963 року
- Спартак 6:3 Ботев (Враца) — 1968 рік
- Спартак 5:0 Добруджа (Добрич) — 8 грудня 1968 року
- Спартак 5:0 Янтра (Габрово) — 11 жовтня 1970 року
- Спартак 5:0 Марек (Дупниця) — 14 червня 1972 року
- Спартак 6:3 Етир (Велико Тирново) — 7 жовтня 1972 року
- Спартак 6:1 «Міньор» (Перник) — 1975
- Спартак 5:0 Черно море (Варна) — 06 жовтня 1984 року
- Спартак 5:1 Добруджа (Добрич)  7 вересня 1997 року

## Відвідуваність

### Рекорди відвідуваності
Найвідвідуваніший матч станом на 2011 рік: «Спартак» (Плевен) 0:3 ЦСКА (Софія), стадіон «Плевен», 16 000 уболівальників
- Станом на 3.12.2011 року «Спартак», який виступав на той час у третьому дивізіоні національного чемпіонату, встановив рекорд відвідуваності на матчі 1/8 фіналу кубку Болгарії проти ЦСКА (Софія)

Найвідвідуваніший матч сезону 2011/12 років у Третій лізі: «Спартак» (Плевен) 5:0 «Локомотив» (Мездра), стадіон «Плевен», 7 000 уболівальників
- 21.05.2012 «Спартак», який виступав на той час у третьому дивізіоні національного чемпіонату, встановив рекорд відвідуваності в поєдинку зі своїм прямим конкурентом за право зайняти перше місце та підвищитися в класі, проти «Локомотива» (Мездра).

### Відомі вболільники
- Віржинія Іванова — модель, володарка титулу «Міс Монтекатіні — 2012»
- Дімітр Стойков — колишній голова Общини Плевена
- Детелін Делаклієв — чемпіон світу з боксу
- Еміл Дімітров — поп-співак і композитор
- Крум Серов — письменник
- Люсі Дяковська — поп-співачка
- Петр Іванов — реп та хіп-хоп виконавець

## Відомі гравці
До списку потрапили гравці, про яких є стаття в українській вікіпедії
- Георгі Йорданов
- Мартін Камбуров
- Велін Кефалов
- Предраг Пажин
- Івайло Петков
- Вільям Роша Батіста

### Відомі гравці
| #  | Ім'я             | Матчі |
| -- | ---------------- | ----- |
| 1  | Пушо Димитров    | 301   |
| 2  | Красимир Лазаров | 257   |
| 3  | Сашо Вербанов    | 253   |
| 4  | Петар Боянов     | 251   |
| 5  | Петко Тодоров    | 244   |
| 6  | Стоян Здравков   | 220   |
| 7  | Павел Челестинов | 213   |
| 8  | Борис Новачев    | 204   |
| 9  | Димчо Димов      | 204   |
| 10 | Венчо Сабатинов  | 203   |

| #  | Ім'я             | Голів |
| -- | ---------------- | ----- |
| 1  | Пламен Гетов     | 108   |
| 2  | Сашо Варбанов    | 75    |
| 3  | Стоян Здравков   | 64    |
| 4  | Павел Челестинов | 56    |
| 5  | Красимир Лазаров | 40    |
| 6  | Петар Боянов     | 25    |
| 7  | Васил Минков     | 25    |
| 8  | Благой Крастанов | 24    |
| 9  | Милен Горанов    | 24    |
| 10 | Петар Костов     | 20    |